# David de Sassoun
David de Sassoun ou en arménien Sassountsi Davit (Սասունցի Դավիթ) est une épopée populaire arménienne qui tire son nom du personnage principal. 
Cette histoire raconte le destin des héros du Sassoun à travers quatre époques différentes qui correspondent à chaque membre de la lignée.
Son interprétation est inscrite sur la liste représentative du patrimoine culturel immatériel de l'humanité le 5 décembre 2012.

## Noms de l'œuvre
On trouve pour l'épopée de David de Sassoun de nombreux autres noms parmi lesquels Les enragés de Sassoun, La maison des grands ou La maison des titans, La maison des braves, La Maison du Sassoun ou encore Les Tordus du Sassoun. La diversité des titres s'explique par l'origine populaire et orale de l'œuvre.

## Histoire de l'œuvre
L'épopée de David de Sassoun est issue de la tradition orale du peuple arménien. On ne sait pas exactement de quand date sa genèse mais des éléments laissent à penser que l'essentiel du récit a été formé au Xe siècle. Toutefois, des éléments de l'œuvre sont d'origine mythique comme la naissance surnaturelle de Sanasar et Balthasar ou le pouvoir que confère la source lactée aux braves qui s'y baignent. En cela, elle est un témoignage de la cosmogonie du peuple arménien.
L'épopée a été entièrement élaborée  et s'est transmise depuis plus de mille ans par voie orale. Ce n'est qu'à partir du XIXe siècle que des hommes de lettres arméniens ont décidé de rassembler et d'écrire les différentes versions de l'œuvre.

## L'épopée de David de Sassoun

### Enfance de David
Fils du roi de Sassoun Mehèr le Grand et d'Armaghan, il est orphelin à la naissance. Il est alors élevé par Ismil Khatoun, veuve du Mélik (roi) du Missir (nom arménien de l'Égypte et par extension de tous les pays arabes) puis par ses oncles Jean-la-Grosse-Voix et Thoros. David est doté dès la naissance d'une force surhumaine qu'il hérite de son père. Son enfance est marquée déjà par le conflit qui l'oppose avec son frère adoptif, le Mélik du Missir. À cause des incessantes tentatives du Mélik de se débarrasser de lui et malgré la bienveillance de sa mère, il est obligé de quitter le Missir et retourne dans sa terre natale, le Sassoun. Là, il rencontre sa famille et son peuple. Il devient berger puis chasseur mais multiplie les gaffes du fait de sa force qu'il ne contrôle pas.

### David contre le Mélik du Missir
Il reconstruit le couvent de son père dans un endroit appelé Dzovassar, à mains nues et en une seule journée. Par cet épisode, David acquiert la foi, en ayant une apparition de la Vierge Haute de Marouthas. C'est aussi par ce haut fait que David attise la colère du Mélik du Missir et pousse celui-ci à intervenir au Sassoun. Le Mélik envoie donc ses hommes à plusieurs reprises pour reprendre le contrôle de la situation et exiger le tribut que David refuse de lui verser. David parvient sans difficulté à se débarrasser des soldats du Missir. Alors fou de rage le Mélik convoque toute son armée et tous ses vassaux et entre en guerre contre le Sassoun. À ce moment, prêt à combattre seul une armée gigantesque, David obtient de son oncle l'équipement légendaire de son père qui comprend une armure complète et l'épée Fulgurante ainsi que le fidèle et puissant poulain Djalali. David commence à exterminer toute cette armée quand un homme parvient à lui faire comprendre que les soldats n'y sont pour rien dans cette guerre et que le seul responsable est le Mélik du Missir. David va donc combattre en duel le Mélik. Les deux hommes se livrent à un combat au tour à tour. Le Mélik donne trois coups à David qui ne ressent rien, puis c'est au tour de David de frapper le Mélik. La mère et la sœur du Mélik parviennent à lui épargner les deux premiers coups par diverses ruses mais le troisième lui est fatal.

### Mariage et mort de David
David gagne donc l'indépendance de son pays, le Sassoun et une grande renommée à travers le monde. Il est donc courtisé par toutes les femmes. Par commodité, il promet à la sultane Tchemechkik de se marier avec elle. Mais il rencontre Khandouth, une femme très belle et valeureuse comme lui. David se marie donc avec Khandouth, avec qui il a un fils, Mehèr le Petit. Mais David avait eu une aventure d'un soir avec la sultane Tchemechkik, qui a une fille de lui ; celle-ci, en colère et jalouse, le somme de se battre avec elle pour laver l'affront qu'il lui a fait. Bien des années après, David se souvient de cette promesse et décide de l'honorer. Il va donc au pays de la sultane Tchemechkik. C'est là qu'il est tué d'une flèche tirée par sa propre fille dont il ignorait l'existence.

## Personnages

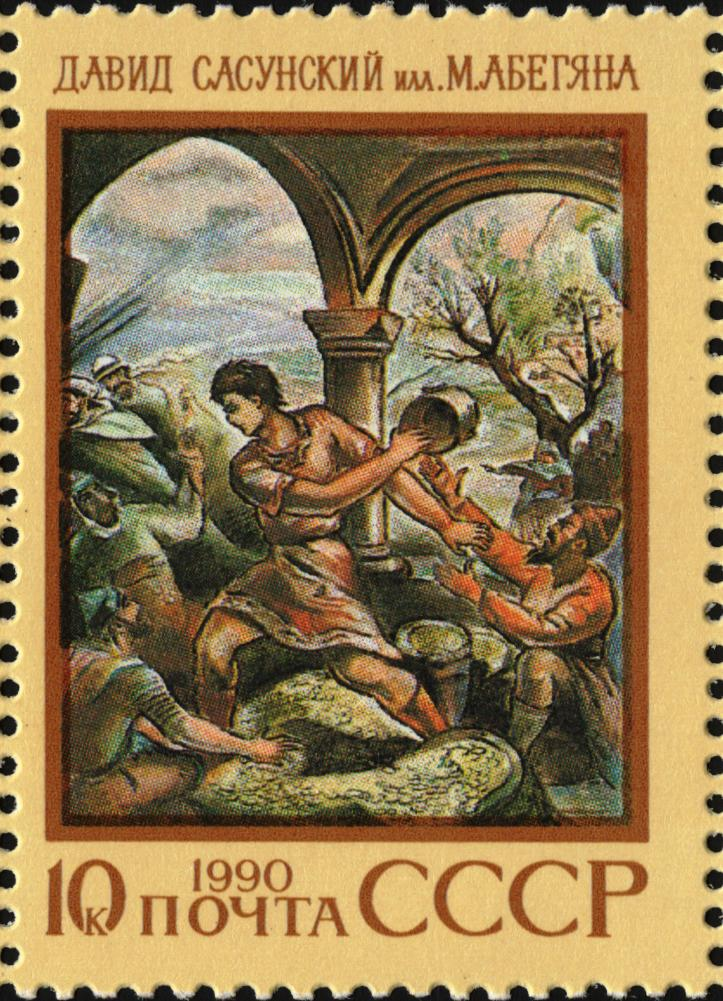
Timbre soviétique illustrant l'épopée, 1990.

### Les 3 héros
- Sanasar et Balthasar, les fondateurs de la ville de Sassoun. Sanassar est l'arrière-grand-père de David.
- Mehèr le Grand, ainsi appelé en opposition à son petit-fils Mehèr le Petit, est le père de David. Il est le troisième fils de Sanasar et de Quarante-Tresses-Blondes[10], et le frère de Vergo le Foireux et de Jean-la-Grosse-Voix. Il est le seul de sa fratrie à être doté des attributs avantageux de sa lignée, c'est-à-dire une grande force, héritage de son père. Il combat le Mélik du Missir (premier du nom), puis conclut une trêve avec celui-ci. C'est aussi, par le biais d'une aventure extra-conjugale avec Ismil Khatoun, le père du Mélik du Missir (second du nom).
- David
- (Mehèr le Petit)

## David et l'Histoire
L'épopée de David de Sassoun s'inscrit dans le contexte de l'occupation arabe de l'Arménie, du VIIe siècle à la restauration du royaume d'Arménie par le Bagratide Achot Ier, et plus particulièrement selon les spécialistes du folklore arménien durant la période de l'invasion du Sassoun, du Taron et du Vaspourakan, débutant dès 632, jusqu'à la révolte de 850-852. Ce dernier élément a parfois poussé à identifier David de Sassoun à David de Taron, le second fils de Bagrat II Bagratouni, même si l'épopée n'est pas une œuvre à vocation historique.

## Discographie
Le compositeur arménien Garbis Aprikian a composé un oratorio profane : La Naissance de David de Sassoun.